# Fintan z Rheinau
Svatý Fintan z Rheinau, OSB byl irský benediktin a asketa. Katolickou církví je uctíván jako světec.

## Život
Pramenem k poznání Fintanova života je hagiografický spis Vita Findani z přelomu 9. a 10. století.
Fintan pocházel z normanské rodiny z provincie Leinster. Během bojů ztratil otce a bratra a byl prodán vikingům. Později se z otroctví dostal a odešel zpět do Irska. V případě dalších konfliktů a nebezpečí hodlal odejít do Říma. Později působil v Galii a Lombardii a na území východních Frank. Poté vykonal pouť do Říma. Po návratu z této pouti vstoupil do benediktinského řádu. V roce 851 složil v klášteře Rheinau mnišské sliby. Od roku 859 pak žil samotářským životem. Poslední roky svého života strávil jako poustevník - rekluz.